# Rudolf Amelunxen
Wilhelm Rudolf Konrad Amelunxen (ur. 8 czerwca 1888 w Kolonii, zm. 21 kwietnia 1969 w klasztorze Grafschaft) – niemiecki polityk, urzędnik pruskiej administracji, działacz partii Zentrum, premier Nadrenii Północnej-Westfalii (1946–1947), a następnie minister pracy (1947–1950) i sprawiedliwości (1950–1958) w rządzie landowym.
Kandydat partii Zentrum na prezydenta Niemiec w 1949 roku.

## Życiorys
Po zdaniu matury w kolońskim Apostelgymnasium, studiował w latach 1909–1912 historię i prawo we Fryburgu, Berlinie i Bonn. W 1914 roku uzyskał tytuł doktora nauk prawnych. W 1915 został członkiem nowo ustanowionej niemieckiej administracji w belgijskim Namur.
Po zdaniu egzaminu asesorskiego w sierpniu 1919 roku Amelunxen wstąpił do pruskiej służby cywilnej i pracował w różnych ministerstwach w Berlinie. W 1918 roku pracował w pruskim Ministerstwie Spraw Wewnętrznych oraz Ministerstwie Opieki Społecznej. W 1923 roku został radcą ministerialnym w Ministerstwie Stanu w Berlinie, gdzie został osobistym asystentem premiera Otto Brauna. W latach 1926–1932 starosta powiatu Münster.
W 1931 roku zadekretował, że na terenie powiatu nie można wynajmować żadnych pomieszczeń na spotkania i wiece NSDAP. W lipcu 1932 został zmuszony do przedwczesnego przejścia na emeryturę. Jako przeciwnik narodowego socjalizmu miał zakaz sprawowania funkcji publicznych do końca wojny, pracował wówczas we Fredeburgu jako pomocnik ślusarza.
W lipcu 1945 brytyjskie władze okupacyjne mianowały go nadprezydentem prowincji Westfalia, a rok później został pierwszym premierem Nadrenii Północnej-Westfalii. Po rezygnacji w kwietniu 1947 roku, sprawował w gabinetach Karla Arnolda i Fritza Steinhoffa funkcje ministra pracy i spraw społecznych (1947-1950) oraz ministra sprawiedliwości (1950-1958). W latach 1946–1958 był deputowanym do landtagu Nadrenii Północnej-Westfalii.
W 1960 roku opublikował swoje wspomnienia. Zmarł w 1969 w klasztorze Grafschaft w Sauerland, pochowany w Düsseldorfie.